# Даутмерген
Даутмерген (нем. Dautmergen) — община в Германии, в земле Баден-Вюртемберг. 
Подчиняется административному округу Тюбинген. Входит в состав района Цоллернальб.  Население составляет 407 человек (на 31 декабря 2010 года). Занимает площадь 4,54 км².